# 1555 w sztukach plastycznych

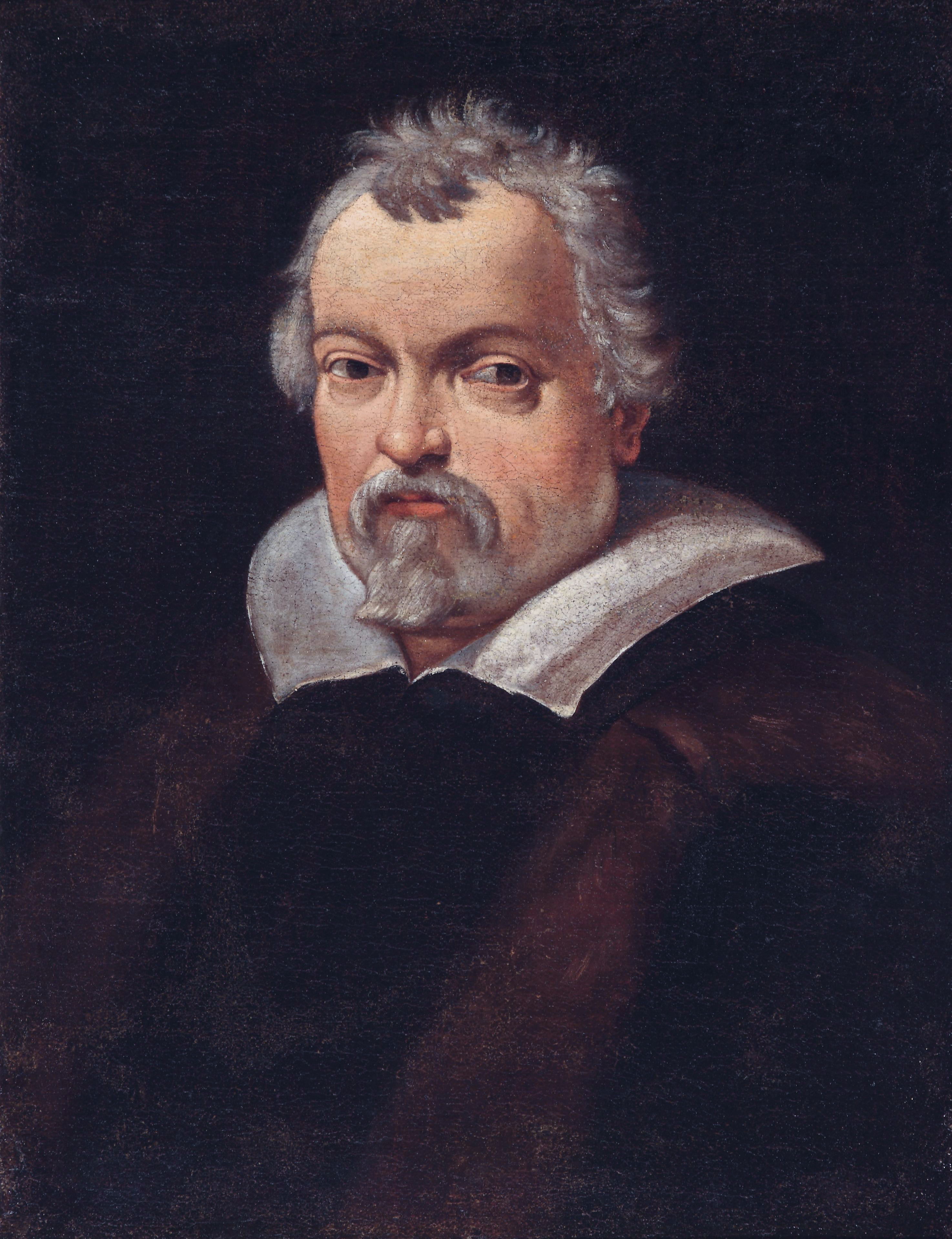
Ludovico Carracci

Wydarzenia w sztukach plastycznych i wizualnych w 1555 roku.

## Urodzili się
- Ludovico Carracci, włoski malarz[1].
- Carlo Antonio Procaccini, włoski malarz[2].
- Antonio Tempesta, włoski malarz[3].
- Giovanni Battista Trotti, włoski malarz[4].

## Zmarli
- Giovanni Antonio Amato, włoski malarz[5].
- Niccolò Giolfino, włoski malarz[6].
- Gerolamo Giovenone, włoski malarz[7].
- Girolamo dai Libri, włoski malarz i ilustrator[8].